# أنبنيليوم
الأنبنيليوم Unbinilium هو عنصر كيميائي افتراضي ذو العدد الذري 120 ويرمز له بالرمز Ubn. يعتبر أنبنيليوم هو رمز الاسم القياسي حتى يتم إقرار عنصر محدد.